# Jacques Peirotes
Jacques Peirotes (Estrasburg, 11 de setembre del 1869 - Lichtenberg, 4 de setembre del 1935), fou un polític alsacià. Fill d'un ferroviari de Graffenstaden (net d'un duaner occità), treballà de tipògraf fins que es dedicà al sindicalisme i després a la política. Des del 1900 fou redactor de Freie Presse, òrgan del SPD a Estrasburg, i del que el 1920 en fou director polític. El mateix any fou elegit regidor d'Estrasburg i conseller del districte de Strasbourg-Ville el 1902, així com diputat al Landstag d'Alsàcia-Lorena el 1911 i diputat per Colmar al Reichstag.
Quan esclatà la Primera Guerra Mundial fou deportat a Hannover i proscrit a Alsàcia. Va escriure el manifest Neutral oder Französisch, i en acabar la guerra la seva habilitat negociadora serví per a neutralitzar els comitès d'obrers. El 10 de novembre de 1918 fou nomenat cap del consistori d'Estrasburg i proclamà l'annexió a França, reclamant l'enviament de tropes per a sufocar aixecaments anarquistes i comunistes.
El 1919 fou elegit alcalde d'Estrasburg, càrrec en el qual fou reelegit el 1925, i va elaborar una política de construcció d'habitatges socials. El 1929 fou derrotat per una coalició de comunistes i autonomistes dirigits per Charles Hueber.